# Amika
Amika (2008) – serial fabularny produkcji belgijsko-holenderskiej, który emitowany jest od 21 listopada 2009 roku na kanale ZigZap.

## Opis fabuły
Serial opisuje przygody 15-letniej Merel Knight, która podejmuje pracę w szkole jazdy konnej, która należy do bogatego Herberta de La Fayette. Jest stajenną. Sprząta, czyści sprzęt i zajmuje się końmi, jednak jej prawdziwym marzeniem jest wzięcie udziału w turnieju jazdy konnej tak jak kiedyś jej matka. W końcu znajduje starą szopę, w której zamknięta jest Amika – klacz o białym umaszczeniu, która jest warta majątek, ale w zamknięciu sama sobie może zrobić krzywdę. Amika to największy sekret stadniny.

## Bohaterowie
- Muriel Knight – 15-letnia dziewczyna, która podejmuje pracę w szkole jazdy konnej. Jej największe marzenie to wziąć udział w zawodach jeździeckich i być mistrzynią w skokach tak, jak jej zmarła matka.
- Amika – biały koń, którego Marie-Claire dostała na swoje 15. urodziny.
- Herbert de La Fayette – właściciel szkoły jazdy konnej. Jest zamożny.
- Marie-Louis La Fayette – żona Herberta.
- Marie-Claire de La Fayette – rozpieszczona córka, która spędza dużo czasu z końmi, ale nie lubi się nimi zajmować. W dodatku nie zbliża się do Amiki, konia, którego dostała na 15. urodziny, ponieważ zrzucił ją podczas przejażdżki. Za wszelką cenę chce przeszkodzić Muriel w jej planach.
- Olivier de La Fayette – brat Marie-Claire.
- John Sanders – chłopiec stajenny.
- Gringo – przyjaciel Oliviera.
- Julie – siostra Johna.
- Chanel – przyjaciółka Marie-Claire, która jest często przez nią wykorzystywana.
- Hedwig – przyjaźni się z Marie-Claire oraz Chanel.